# Plan de Guadalupe

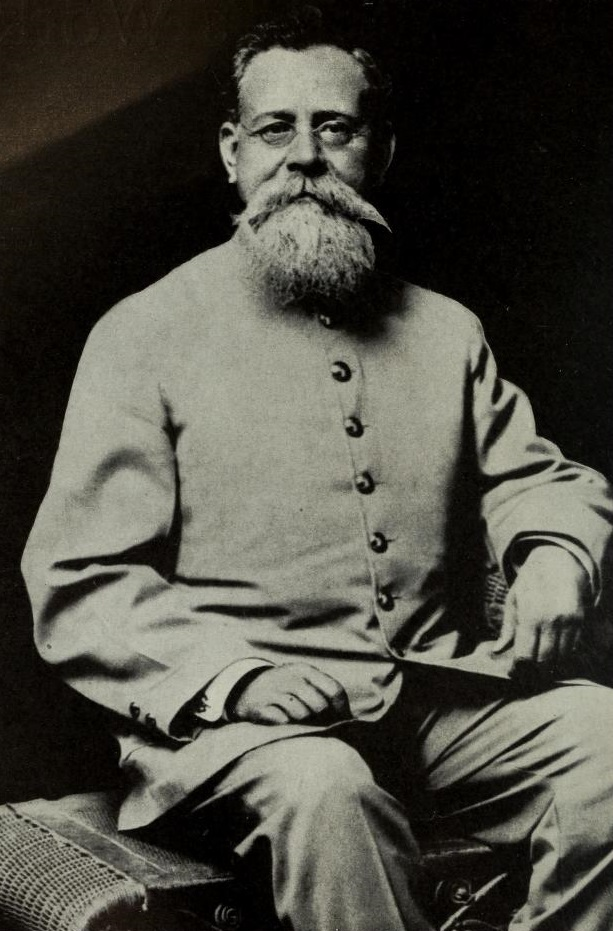
Con el Plan de Guadalupe Venustiano Carranza inició su movimiento Contra Victoriano Huerta

El Plan de Guadalupe   fue un documento que pretendía eliminar cualquier pretensión de legitimidad que el gobierno de Victoriano Huerta pudo haber tenido y anunciaba la convocatoria a las elecciones una vez que la paz se había restablecido.
Fue firmado en la hacienda de Guadalupe, Ramos Arizpe, en el estado de Coahuila, el 26 de marzo de 1913, por Venustiano Carranza, quien no reconocía al gobierno golpista de Victoriano Huerta acusándolo de traición contra Francisco I. Madero. Se desconocía a los tres poderes federales y a los poderes locales que no aceptaran el plan. Los sublevados nombraron a Venustiano Carranza comandante en Jefe del Primer Ejército que se denominará Constitucionalista.
Aunque algunas fuentes señalan que el General Venustiano Carranza  iba para derrocar a Francisco I. Madero, pero al enterarse de su muerte cambio su plan por el denominado plan de Guadalupe en la hacienda y lugar antes mencionados.

## Antecedentes

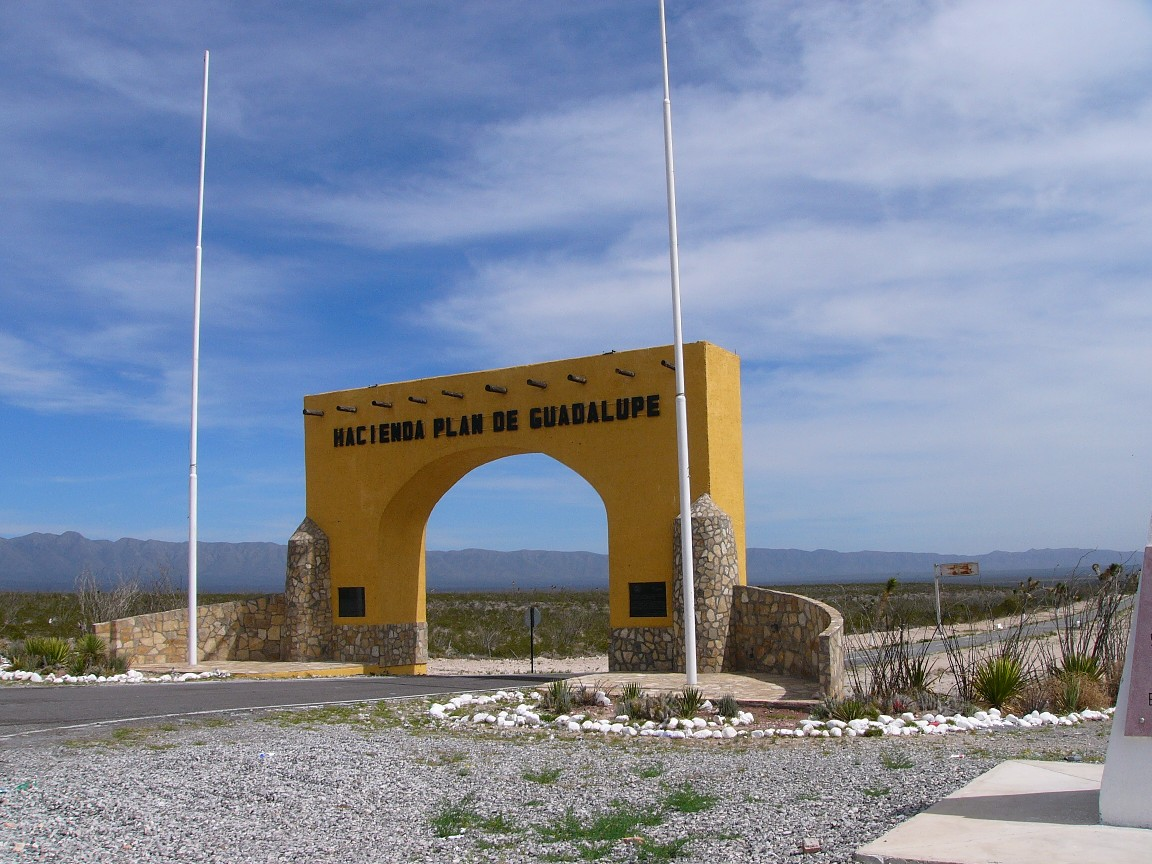
La Hacienda de Guadalupe, en Coahuila, dio su nombre al Plan y posteriormente agregó la palabra Plan a su nombre original

El 20 de febrero de 1913, el general Victoriano Huerta envió un telegrama a cada gobernador del país para notificar que se le autorizó asumir el poder ejecutivo y que el presidente Francisco I. Madero y el vicepresidente José María Pino Suárez estaban presos. Para el día 22 del mismo mes, llegó la noticia de que los dos habían muerto.

Esto favoreció para que Huerta pudiera asumir la presidencia plagada de irregularidades, la cual fue aceptada por el poder legislativo, judicial y algunos gobiernos estatales. El 19 de febrero de 1913 (cuando aún no habían matado a Madero) el XXII congreso constitucional del estado libre soberano de Coahuila, por medio del decreto 1421, desconoció el gobierno del general Huerta y le concedió a Venustiano Carranza el poder de conformar un ejército para que se restituyera el orden constitucional.

Venustiano Carranza y un grupo de hombres armados se trasladaron al norte, hasta que el 25 de marzo de 1913 llegaron a la hacienda de Guadalupe ubicado en Ramos Arizpe, Coahuila.

En la hacienda de Guadalupe se reunieron 70 jefes y oficiales constitucionalistas representantes del país con deseos de continuar la revolución y así lograr  cambios en lo político, económico y social. El plan de Guadalupe se redactó y firmó el 26 de marzo de 1913 en la Hacienda de Guadalupe y se promulgó en Eagle Pass, E.U. el 31 de marzo de 1913.

El plan consta de 7 artículos en los cuales, se desconoce al General Victoriano Huerta como presidente de la república,  a los poderes legislativos, judiciales federales y a los gobiernos de los estados. Para cumplir los objetivos anteriores, se organizó un ejército en el cual Venustiano Carranza fue designado Jefe, el artículo IV del plan de Guadalupe, emitió un decreto con el que pretendió engrosar sus filas, les ofreció a los generales, jefes y oficiales del ejército federal reconocerles su empleo al triunfo de la causa.

En el artículo V, se declaró como meta tomar la Ciudad de México,  y cuando ello ocurriese, Carranza asumiría provisionalmente la presidencia. En el artículo sexto, se estipuló que el presidente provisional convocara a elecciones y entregaría  el poder a las personas electas por el pueblo.
En el séptimo y último artículo, se señaló “…los Estados en los que se aceptó el gobierno de Huerta, los comandantes en jefes del ejército constitucionalista, se sustituirán a los gobernadores, de manera provisional, una vez que los primeros magistrados de la nación hayan recuperado su empleo, en cada estado se convocará a elecciones”.

## Reunión
El manifiesto estableció las bases del movimiento revolucionario iniciado en contra del régimen del general Huerta y dio la pauta para que en los meses y años siguientes grupos importantes de mexicanos se sumaran a la lucha por el restablecimiento del orden constitucional y, una vez logrado el triunfo, emprender las reformas sociales y económicas que requería el país.
El documento histórico, conocido como Plan de Guadalupe, estableció en sus considerandos que el general Huerta, a quien el presidente Madero confió la defensa de las instituciones y la legalidad del gobierno, al unirse al grupo de militares rebeldes en armas desde el 9 de febrero del propio año, había cometido el delito de traición en su afán por acceder al poder, acto logrado con la aprehensión del presidente y del vicepresidente de la república, y la exigencia violenta de la renuncia a sus cargos.
En segundo lugar, se estableció que tanto el Poder Legislativo como el Judicial habían reconocido en contra de las leyes y preceptos constitucionales al general Huerta y sus procedimientos ilegales y antipatrióticos, y que algunos gobiernos estatales habían reconocido la traición perpetrada contra las instituciones de la república, violando la soberanía de los propios estados.
Fue así como los jefes y oficiales, con mando de fuerzas constitucionalistas, reunidos en Guadalupe y bajo la dirección de Venustiano Carranza, gobernador del estado de Coahuila, acordaron sostener, por vía de las armas, aquel documento interino.

## Cambios al Plan de Guadalupe
El Plan de Guadalupe era un documento político cuyo único fin era remover el gobierno ilegal de Victoriano Huerta y a diferencia del Plan de San Luis y otros planes de la revolución carecía de una agenda social o lista de reformas legislativas. Establecía que al caer el gobierno de Huerta y tomar la Ciudad de México, Venustiano Carranza, primer jefe del ejército constitucional, se haría cargo interinamente del poder ejecutivo, pero no le daba poderes legislativos ni un programa de gobierno a seguir, sino la pronta convocación de elecciones.
Al caer el gobierno de Huerta y tomar el ejército constitucionalista el 15 de agosto la Ciudad de México, Venustiano Carranza tuvo a bien convocar una Convención Republicana con el propósito de
"acordar en ella las reformas que debían implantarse, el programa a que se sujetaría el gobierno provisional, la fecha en que deberían verificarse las elecciones de funcionarios federales y demás asuntos de interés general". Dicha convención decide remover del cargo a Venustiano Carranza y nombra a Eulalio Gutiérrez Ortiz presidente interno, por lo cual Venustiano Carranza tiene que salir de la Ciudad de México, con su gobierno y lo establece temporalmente en Veracruz.
En Veracruz, el 12 de diciembre de 1914, decreta unas adiciones al Plan de Guadalupe donde declara que como el país aún no está pacificado por las acciones del general Villa, el Plan de Guadalupe sigue en vigencia y él continúa siendo el primer jefe del ejército constitucional y encargado del Poder Ejecutivo. Además se da a sí mismo facultades legislativas para expedir leyes durante este período.
El 15 de septiembre de 1916, ya derrotados Villa y Zapata, y restablecida la paz declara una Reforma al Plan de Guadalupe donde se convocará a un Congreso Constituyente para que modifique la constitución del país.

## Desenlace
El documento fue proclamado por Venustiano Carranza, entonces Gobernador de Coahuila, cuyo grupo político-militar habría de terminar conformando al bando constitucionalistas, y que enfrentaría al gral. Victoriano Huerta por su traición contra el presidente Francisco Ignacio Madero González, quien desde sus inicios enfrentara sublevaciones de grupos civiles y militares descontentos de su forma de gobernar, y que buscaban la restauración del régimen porfirista. Las más importantes fueron las revueltas encabezadas por los generales Bernardo Reyes, en noviembre de 1911 y Félix Díaz en octubre de 1912. Una vez dado a conocer el Plan de Guadalupe, entre los principales signatarios de este documento estaban Jacinto B. Treviño, Lucio Blanco, Cesáreo Castro y Alfredo Breceda.
Del Plan de Guadalupe firmado y expedido el 26 de marzo de 1913, diría Venustiano Carranza en 1917, que había sido "el grito de guerra que lo más selecto de la juventud mexicana lanzó a los cuatro vientos del país contra la iniquidad triunfante, y ese grito no era más que la expresión vibrante y sonora de la conciencia nacional, vallase a la gorra todos, expresión que reasumía el propósito firme, la voluntad deliberada del pueblo mexicano de no consentir más que el despotismo, el absolutismo y la impunidad volviesen a apoderarse de los destinos de la Nación (...) En tal virtud, con el Plan de Guadalupe quedó perfectamente planteada la cuestión de la legalidad contra la usurpación del derecho contra la asonada de las instituciones libres contra la dictadura militar".

## Documentos originales
- Plan de Guadalupe, Plan de Guadalupe de 1913
- Adiciones al Plan de Guadalupe, 12 de diciembre de 1914
- Reforma al Plan de Guadalupe, 15 de septiembre de 1916